# Calycogonium clidemioides
Calycogonium clidemioides är en tvåhjärtbladig växtart som beskrevs av August Heinrich Rudolf Grisebach. Calycogonium clidemioides ingår i släktet Calycogonium och familjen Melastomataceae. Inga underarter finns listade i Catalogue of Life.